# 名東城
名東城（みょうどうじょう）は、徳島県徳島市名東町にあった日本の城。別名は経ヶ丸城・川越城。

## 歴史
天文13年（1544年）に鎌田兵衛尉光久がに築城。しかし、永禄5年（1562年）に和泉久米田で戦死した。その後、息子である修理輔光康が居城したが天正7年（1579年）の長宗我部氏の一宮成助と戦い戦死。
さらにその後に久馬右衛門光義が城主となるが、天正10年（1582年）8月に、中富川の戦いで長宗我部軍と戦い戦死する。